# Evelyn Beatrice Longman
Evelyn Beatrice Longman (1874-1954) là nữ điêu khắc gia đầu tiên được bầu làm thành viên chính thức của Học viện Thiết kế Quốc gia (Mỹ). Các tác phẩm về những nhân vật mang đậm tính biểu trưng của bà được đặt làm thành các tượng đài tưởng niệm, tô điểm thêm cho những công trình công cộng và có sức thu hút lớn trong các cuộc triển lãm nghệ thuật đầu thế kỷ 19 tại Mỹ.

## Tuổi trẻ và học vấn
Evelyn sinh ra trong một trang trại gần Winchester, Ohio, là con gái của Edwin Henry và Clara Delitia (Adnam) Longman. Năm 14 tuổi, cô kiếm sống nhờ công việc tại một tiệm tạp hóa. Cô gái nhà Longman học trường Olivet (Michigan) một năm rồi quay trở lại Chicago để học vẽ và giải phẫu. Học lớp đêm trong thời gian học tại Học viện nghệ thuật Chicago này cô là một trong những "thỏ trắng" phụ giúp Lorado Taft thực hiện một tác phẩm điêu khắc cho Triển lãm Toàn Cầu 1893. Thế mà thật đáng ngạc nhiên cuối năm ấy, cô đã bắt đầu tham gia dạy bộ môn này.
Sau đó, cô tới New York và học cùng với Hermon MacNeil và Daniel Chester French. Trở thành người học nghề 19 tuổi của French, Longman giúp Ernest Bairstow chạm khắc một số phần của Đài tưởng niệm Lincoln.
Tác phẩm điêu khắc đầu tiên của Longman được trình làng tại Triển lãm St. Louis là tượng nam Victory, được đánh giá xuất sắc cả về sự sáng tạo lẫn kỹ thuật tới mức giành được vị trí danh dự ở nơi cao nhất của đại sảnh của liên hoan.

## Sự nghiệp
Năm 1918, cô được Nathaniel Horton Batchelder, hiệu trưởng Học viện Loomis, thuê để tạc tượng tưởng niệm người vợ đã quá cố của ông. Hai năm sau, Longman cưới chính Batchelder và chuyển tới Connecticut trong đỉnh cao sự nghiệp. Trong suốt 30 năm sau đó, Longman hoàn thành rất nhiều tác phẩm, cả những tác phẩm đặt cho các công trình kiến trúc lẫn tượng rời, tỏ rõ khả năng của một thiên tài lớn và tinh thông kỹ thuật.
Sau khi chồng nghỉ hưu, Evelyn chuyển xưởng điêu khắc của mình về Cape Cod, nơi bà mất sau này, năm 1954. Bà là một trong những nghệ sĩ điêu khắc được tôn kính và rạng danh nhất trong lịch sử nước Mỹ.

## Các tác phẩm chính
- Victory (1904), mướn làm cho cuộc triển lãm Louisiana Purchase tại Saint Louis.
- Great Bronze Memorial (1909) cửa nhà thờ của Trường Hải quân Hoa Kỳ tại Annapolis.
- Horsford doors (1910), trước lối vào thư viện Clapp của Wellesley College.
- Các vòng hoa, diều hâu và chữ khắc (1914) tại những bức tường phía trong của Đài tưởng niệm Lincoln.
- Genius of Telegraphy[liên kết hỏng] (1915), sau được biết như Electricity and The Spirit of Communication, mướn làm để được đặt trên đỉnh của tòa nhà trọc trời của AT&T tại New York, nhưng sau được mang sang Bedminster, New Jersey.
- Senator Allison Monument Lưu trữ ngày 10 tháng 12 năm 2005 tại Wayback Machine (1916) tại Des Moines, Iowa.
- Fountain of Ceres (1915) trong công viên Court of the Four Seasons tại Triển lãm Panama-Pacific International, tại San Francisco.
- L'Amour (1915) tại công viên Palace of Fine Arts của cùng cuộc triển lãm.
- Aenigma.
- Spirit of Victory Lưu trữ ngày 10 tháng 3 năm 2006 tại Wayback Machine (1926), Đài tưởng niệm Chiến tranh Mỹ-Tây Ban Nha tại Bushnell Park, Hartford, Connecticut.
- Victory of Mercy Lưu trữ ngày 15 tháng 9 năm 2005 tại Wayback Machine (1947).
- Edison Lưu trữ ngày 20 tháng 9 năm 2005 tại Wayback Machine (1952), tượng cao 12,5 foot của Thomas Alva Edison tại Washington D.C. cạnh Phòng Thí nghiệm Nghiên cứu Hải quân.

## Các tác phẩm khác
Năm 1920, Longman chạm khắc tác phẩm đài phun nước cẩm thạch trong hành lang của Bảo tàng nghệ thuật Hechscher. Người cháu của August Heckscher làm mẫu cho ba bức tượng toàn thân nhỏ như điểm nhấn của tác phẩm. Một câu viết chạm quanh miệng đài phun nước: Forever wilt thou love and they be fair. ("Mãi mãi anh sẽ yêu và họ sẽ đẹp.")